# Dolní Hbity
Dolní Hbity è un comune della Repubblica Ceca facente parte del distretto di Příbram, in Boemia Centrale.